# جائزة ألمانيا الكبرى 1956
جائزة ألمانيا الكبرى 1956 هو سباق فورمولا 1 أقيم بتاريخ 5 أغسطس 1956 في حلبة نوربورغرينغ، ألمانيا الغربية. كان السابع من أصل 8 في بطولة العالم لسباقات الفورمولا واحد موسم 1956. حلّ الأرجنتيني خوان مانويل فانجيو أولا بينما جاء البريطاني ستيرلنغ موس في المركز الثاني وحصل على المركز الثالث الفرنسي جان بيرا.